# Кузня

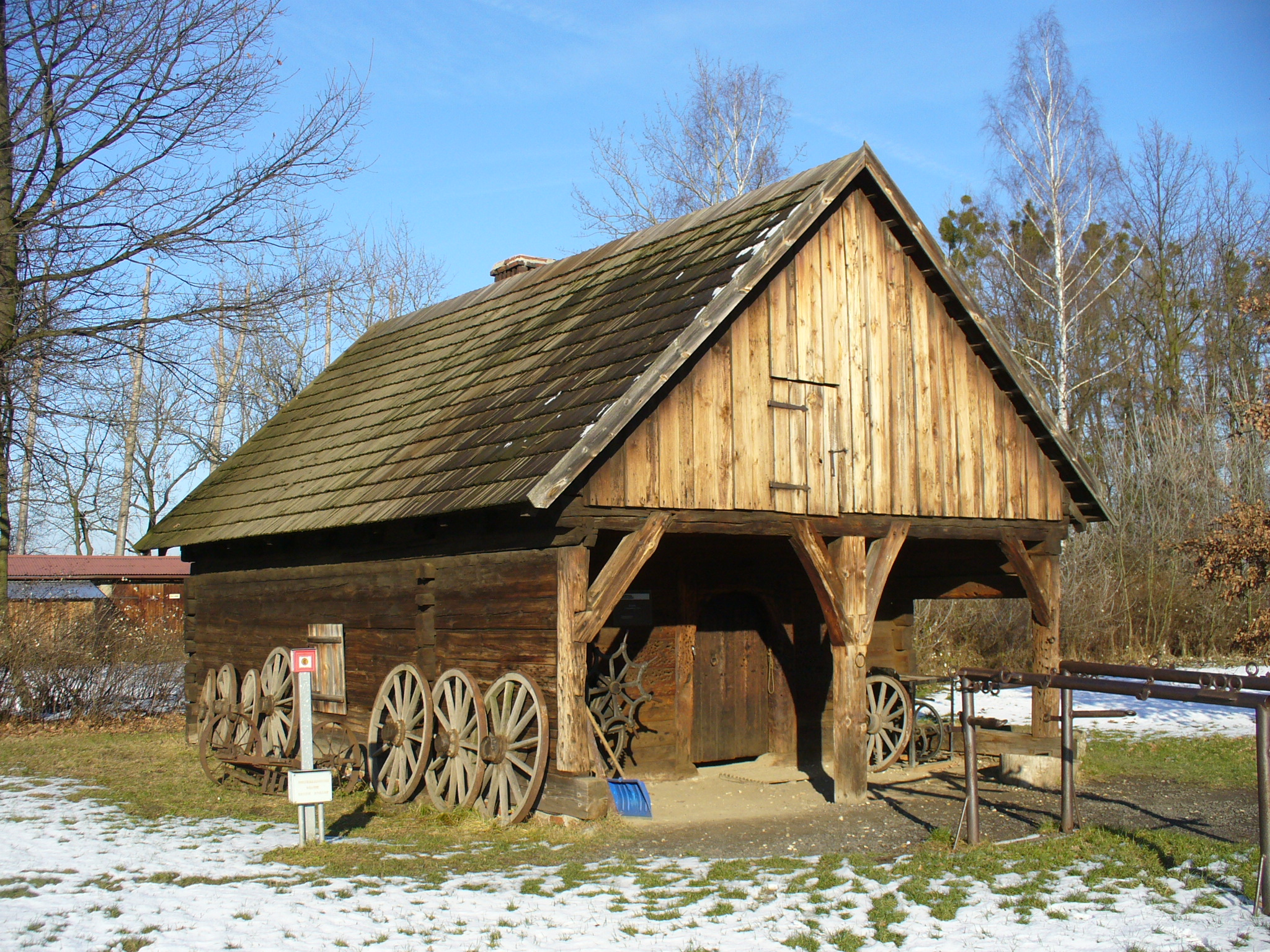
Дерев'яна кузня XVIII сторіччя

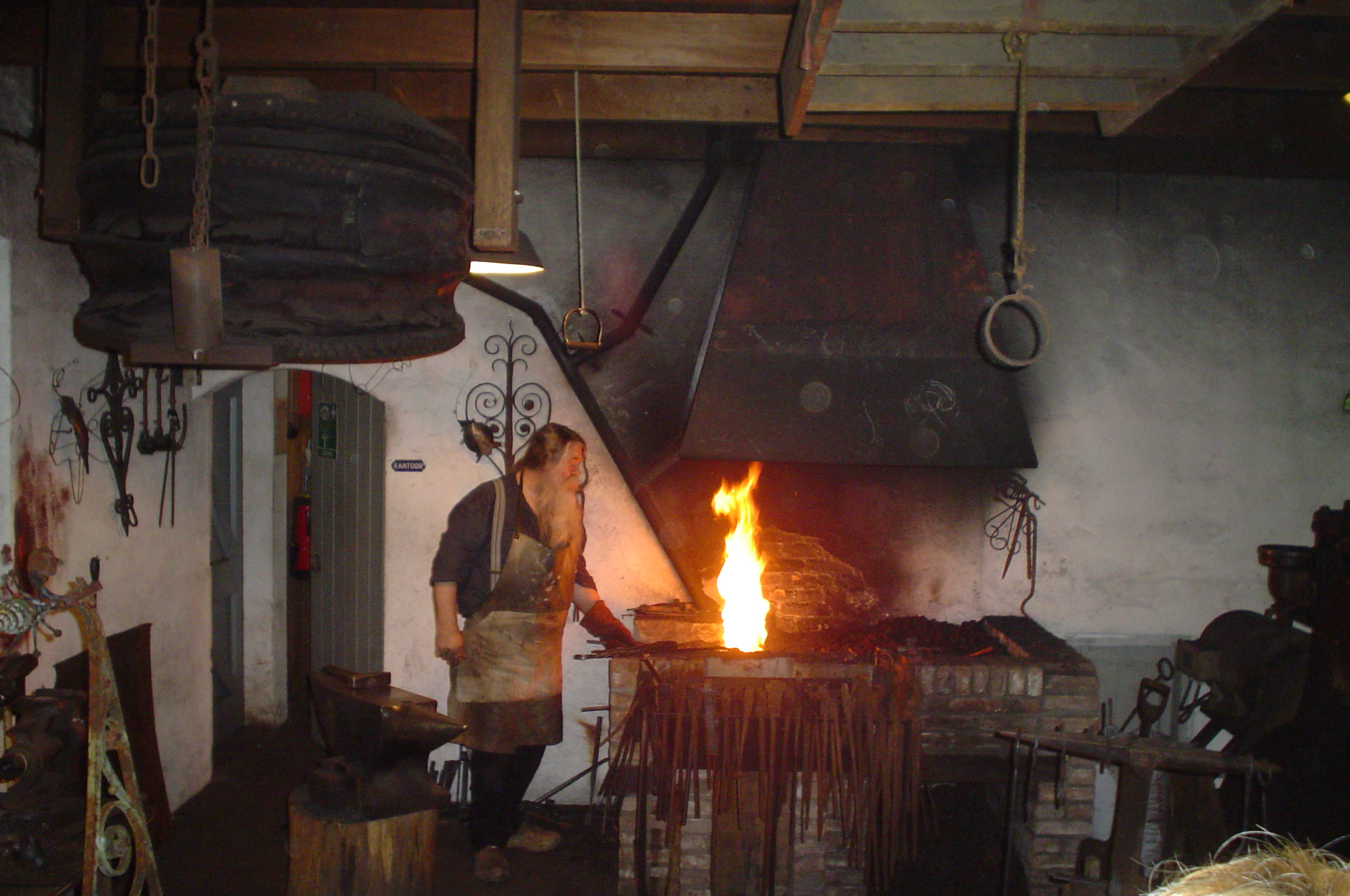
Інтер'єр кузні. Музей в Арнемі, Нідерланди

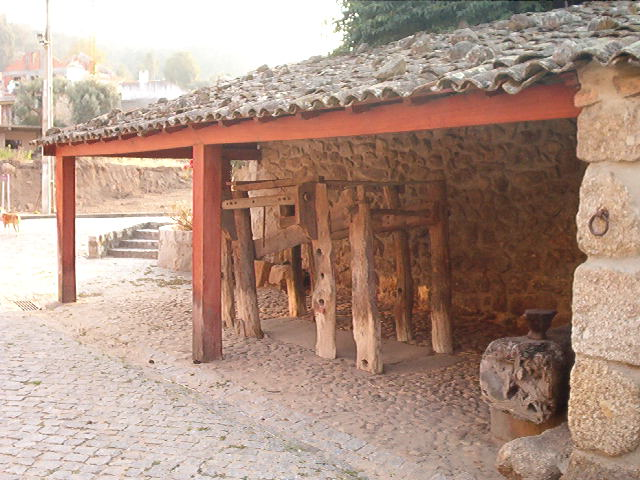
Станок для підковування коней біля кузні. Португалія

Кузня, також ковальня — приміщення для обробки металів способом гарячого кування.
Ковальні зазвичай зрубні, вкриті ґонтом або дошками будівлі, в яких були горно, закріплене на вертикальній колоді ковадло, точило, корито з водою для гартування та охолодження виробів, стояк для підковки чобіт. Біля ковальні влаштовувалось пристосування для шинування коліс, а також інколи стовп для прив'язування коней під час підковування.
Традиційний інструмент коваля складався з великих молотів (кувалд) та малих молотків (ручників), кліщів, зубил, пробійників, обтискачів і т. ін. Наприкінці XIX ст. з'явились гайкові ключі, ключі для нарізання різьби (плашки, мітчики), пилки-ножівки, розточки, лещата, ножиці для металу тощо.
Етнограф Ф. К. Вовк у «Студіях з української етнографії та антропології» зауважує, що «дуже цікаво звернути увагу на той факт, що всі ці вироби, так само як і головні причандали кузні — міх, ковадло, молот, кліщі, мають слов'янські назви, майже однакові у всіх слов'янських народів, а весь більш-менш удосконалений ковальський інструмент має чужі, майже виключно німецькі назви: труба, нутра чи мутра (Muttersschraube), шрубстак, шрубайло, нутршворень, шлюхмайстер, обценьки, лютринок, шнейдиз тощо; це наявно вказує на те, що удосконалення ковальської техніки з'явилося в Україні з заходу».